# Primer ministre d'Antigua i Barbuda

Blasó d'Antigua i Barbuda.

El Primer Ministre és el Cap de Govern d'Antigua i Barbuda. És el líder del partit més gran de la Cambra dels Representants. A juliol del 2021, Gaston Browne és el titular del càrrec, que ocupa des del 13 de juny del 2014.
Aquesta és la llista dels primers ministres d'Antigua i Barbuda des de la independència, l'1 de novembre de 1981.
| # | Nom                | Imatge | Període de govern     | Període de govern  | Partit | Partit                   |
| # | Nom                | Imatge | Començament           | Final              | Partit | Partit                   |
| - | ------------------ | ------ | --------------------- | ------------------ | ------ | ------------------------ |
| 1 | Vere Cornwall Bird |        | 1 de novembre de 1981 | 9 de març de 1994  |        | Antigua Labour Party     |
| 2 | Lester Bryant Bird |        | 9 de març de 1994     | 24 de març de 2004 |        | Antigua Labour Party     |
| 3 | Baldwin Spencer    |        | 24 de març de 2004    | 13 de juny de 2014 |        | United Progressive Party |
| 4 | Gaston Browne      |        | 13 de juny de 2014    | actualitat         |        | Antigua Labour Party     |